# Kevin Trapp
Kevin Christian Trapp (Merzig, 8 luglio 1990) è un calciatore tedesco, portiere del Paris FC.

## Carriera

### Club

#### Kaiserslautern
Arriva a far parte delle giovanili del Kaiserslautern nel 2005 e il 9 agosto 2008 arriva la prima presenza in una competizione ufficiale, ovvero la Coppa di Germania, nella partita persa con il punteggio di 2-1 contro il Carl Zeiss Jena. Nella stagione 2010-2011 la sua squadra viene promossa in Bundesliga, la massima serie del campionato tedesco, e, dopo la prima parte di stagione passata in panchina, trova la prima presenza il 12 marzo 2011 nella gara vinta 2-1 contro il Friburgo. Conclude la sua prima stagione da protagonista con 9 presenze subendo 9 gol. Nella stagione successiva diventa il portiere titolare della squadra fino alla 23ª giornata, ovvero fino a che non subisce un infortunio alla spalla che lo costringe a saltare le ultime gare della stagione.

#### Eintracht Francoforte
Nell'estate del 2012 passa all'Eintracht Francoforte. Trova la prima presenza con la nuova maglia il 19 agosto nel primo turno di Coppa di Germania nella partita persa 3-0 contro il Erzgebirge Aue dove rimedia il primo cartellino rosso della sua carriera al 19' minuto, mentre il 25 agosto 2012 esordisce con la nuova maglia in Bundesliga nella partita vinta 2-1 contro il Bayer Leverkusen. Conclude la sua prima stagione con 27 presenze, non subendo gol in 7 partite totali. Nella stagione successiva fa il suo esordio personale nella competizione europea Europa League, nella partita valida per i preliminari giocata e vinta 2-0 sul campo del Qarabag. Nell'ultima stagione con la maglia rosso-nera viene nominato capitano della squadra nonostante la sua giovane età. Conclude la sua avventura in Germania collezionando 96 presenze.

#### Paris Saint-Germain
Il 7 luglio 2015 viene acquistato dal Paris Saint-Germain per 9,5 milioni di euro e firma un contratto quinquennale. Il 1º agosto gioca la sua prima partita con la nuova squadra, conquistando anche il suo primo trofeo con la maglia della squadra parigina, ossia la Supercoppa di Francia, vinta sconfiggendo in Canada il Lione per 2-0. Trova la prima presenza in Ligue 1 alla prima giornata nella gara vinta 1-0 sul campo del Lille. Il 15 settembre 2015 trova la prima presenza nella massima competizione europea, la Champions League, nella gara vinta 2-0 in casa contro il Malmö.

#### Ritorno all'Eintracht Francoforte
Il 31 agosto 2018 Trapp fa ritorno all'Eintracht, con la formula del prestito annuale. Viene acquistato a titolo definitivo il 7 agosto 2019. Il 18 maggio 2022 vince la UEFA Europa League, battendo il Rangers per 5-4 ai tiri di rigore dopo l'1-1 al termine dei tempi supplementari.

#### Paris FC
Il 19 agosto 2025 viene ufficializzato il suo trasfimento al Paris FC, neo-promosso in Ligue 1, per un milione di euro, firmando un triennale. 

### Nazionale
Trapp è stato convocato per la prima volta nella squadra senior per la partita di qualificazione UEFA Euro 2016 contro Gibilterra il 13 giugno 2015. È rimasto in panchina per i successivi due anni.
Trapp ha fatto il suo debutto internazionale il 6 giugno 2017 in un pareggio amichevole 1-1 in trasferta contro la Danimarca, giocando tutti i 90 minuti. È stato selezionato per la 2017 FIFA Confederations Cup in Russia più tardi quel mese, che la sua squadra ha vinto, ma non ha giocato nessuna partita. Trapp ha fatto altre due apparizioni per la Germania, contro la Francia e il Brasile.
Il 4 giugno 2018, Trapp è stato selezionato nella lista finale di 23 giocatori della Germania per la 2018 FIFA World Cup. Non è stato utilizzato in un'uscita al girone di gruppo per i campioni in carica. Il 19 maggio 2021, è stato selezionato per la squadra per UEFA Euro 2020.

## Statistiche

### Presenze e reti nei club
Statistiche aggiornate al 17 maggio 2025.
| Stagione                     | Squadra                      | Campionato                   | Campionato | Campionato | Coppe nazionali | Coppe nazionali | Coppe nazionali | Coppe continentali | Coppe continentali | Coppe continentali | Altre coppe | Altre coppe | Altre coppe | Totale | Totale |
| Stagione                     | Squadra                      | Comp                         | Pres       | Reti       | Comp            | Pres            | Reti            | Comp               | Pres               | Reti               | Comp        | Pres        | Reti        | Pres   | Reti   |
| ---------------------------- | ---------------------------- | ---------------------------- | ---------- | ---------- | --------------- | --------------- | --------------- | ------------------ | ------------------ | ------------------ | ----------- | ----------- | ----------- | ------ | ------ |
| 2008-2009                    | Kaiserslautern               | ZL                           | 0          | 0          | CG              | 1               | -2              | -                  | -                  | -                  | -           | -           | -           | 1      | -2     |
| 2009-2010                    | Kaiserslautern               | ZL                           | 0          | 0          | CG              | 1               | 0               | -                  | -                  | -                  | -           | -           | -           | 1      | 0      |
| 2010-2011                    | Kaiserslautern               | BL                           | 9          | -9         | CG              | 0               | 0               | -                  | -                  | -                  | -           | -           | -           | 9      | -9     |
| 2011-2012                    | Kaiserslautern               | BL                           | 23         | -32        | CG              | 3               | -3              | -                  | -                  | -                  | -           | -           | -           | 26     | -35    |
| Totale Kaiserslautern        | Totale Kaiserslautern        | Totale Kaiserslautern        | 32         | -41        |                 | 5               | -5              |                    | -                  | -                  |             | -           | -           | 37     | -46    |
| 2012-2013                    | Eintracht Francoforte        | BL                           | 26         | -37        | CG              | 1               | 0               | -                  | -                  | -                  | -           | -           | -           | 27     | -37    |
| 2013-2014                    | Eintracht Francoforte        | BL                           | 34         | -56        | CG              | 3               | -3              | UEL                | 9                  | -10                | -           | -           | -           | 46     | -69    |
| 2014-2015                    | Eintracht Francoforte        | BL                           | 22         | -35        | CG              | 1               | 0               | -                  | -                  | -                  | -           | -           | -           | 23     | -35    |
| 2015-2016                    | Paris Saint-Germain          | L1                           | 35         | -19        | CF+CdL          | 0+0             | 0               | UCL                | 10                 | -6                 | SF          | 1           | 0           | 46     | -25    |
| 2016-2017                    | Paris Saint-Germain          | L1                           | 24         | -13        | CF+CdL          | 1+3             | 0 + -3          | UCL                | 2                  | -6                 | SF          | 1           | -1          | 31     | -23    |
| 2017-2018                    | Paris Saint-Germain          | L1                           | 4          | -4         | CF+CdL          | 6+4             | -5 + -4         | UCL                | 0                  | 0                  | SF          | 0           | 0           | 14     | -13    |
| Totale Paris Saint-Germain   | Totale Paris Saint-Germain   | Totale Paris Saint-Germain   | 63         | -36        |                 | 14              | -12             |                    | 12                 | -12                |             | 2           | -1          | 91     | -61    |
| 2018-2019                    | Eintracht Francoforte        | BL                           | 34         | -51        | CG              | 0               | 0               | UEL                | 12                 | -13                | SG          | -           | -           | 46     | -64    |
| 2019-2020                    | Eintracht Francoforte        | BL                           | 22         | -38        | CG              | 4               | -6              | UEL                | 8                  | -11                | -           | -           | -           | 34     | -55    |
| 2020-2021                    | Eintracht Francoforte        | BL                           | 33         | -52        | CG              | 2               | -5              | -                  | -                  | -                  | -           | -           | -           | 35     | -57    |
| 2021-2022                    | Eintracht Francoforte        | BL                           | 32         | -46        | CG              | 1               | -2              | UEL                | 12                 | -12                | -           | -           | -           | 45     | -60    |
| 2022-2023                    | Eintracht Francoforte        | BL                           | 33         | -51        | CG              | 6               | -6              | UCL                | 8                  | -13                | SU          | 1           | -2          | 48     | -72    |
| 2023-2024                    | Eintracht Francoforte        | BL                           | 32         | -48        | CG              | 2               | -2              | UECL               | 9                  | -11                | -           | -           | -           | 43     | -61    |
| 2024-2025                    | Eintracht Francoforte        | BL                           | 26         | -34        | CG              | 3               | -5              | UEL                | 7                  | -7                 | -           | -           | -           | 36     | -46    |
| Totale Eintracht Francoforte | Totale Eintracht Francoforte | Totale Eintracht Francoforte | 294        | -439       |                 | 23              | -31             |                    | 65                 | -77                |             | 1           | -2          | 383    | -556   |
| 2025-2026                    | Paris FC                     | L1                           | -          | -          | CF              | -               | -               | -                  | -                  | -                  | -           | -           | -           | -      | -      |
| Totale carriera              | Totale carriera              | Totale carriera              | 389        | -525       |                 | 42              | -48             |                    | 77                 | -89                |             | 3           | -3          | 511    | -663   |

### Cronologia presenze e reti in nazionale
| Cronologia completa delle presenze e delle reti in nazionale ― Germania | Cronologia completa delle presenze e delle reti in nazionale ― Germania | Cronologia completa delle presenze e delle reti in nazionale ― Germania | Cronologia completa delle presenze e delle reti in nazionale ― Germania | Cronologia completa delle presenze e delle reti in nazionale ― Germania | Cronologia completa delle presenze e delle reti in nazionale ― Germania | Cronologia completa delle presenze e delle reti in nazionale ― Germania | Cronologia completa delle presenze e delle reti in nazionale ― Germania |
| Data                                                                    | Città                                                                   | In casa                                                                 | Risultato                                                               | Ospiti                                                                  | Competizione                                                            | Reti                                                                    | Note                                                                    |
| ----------------------------------------------------------------------- | ----------------------------------------------------------------------- | ----------------------------------------------------------------------- | ----------------------------------------------------------------------- | ----------------------------------------------------------------------- | ----------------------------------------------------------------------- | ----------------------------------------------------------------------- | ----------------------------------------------------------------------- |
| 6-6-2017                                                                | Londra                                                                  | Danimarca                                                               | 1 – 1                                                                   | Germania                                                                | Amichevole                                                              | -1                                                                      |                                                                         |
| 14-11-2017                                                              | Colonia                                                                 | Germania                                                                | 2 – 2                                                                   | Francia                                                                 | Amichevole                                                              | -2                                                                      |                                                                         |
| 27-3-2018                                                               | Berlino                                                                 | Germania                                                                | 0 – 1                                                                   | Brasile                                                                 | Amichevole                                                              | -1                                                                      |                                                                         |
| 3-9-2020                                                                | Stoccarda                                                               | Germania                                                                | 1 – 1                                                                   | Spagna                                                                  | UEFA Nations League 2020-2021 - 1º turno                                | -1                                                                      |                                                                         |
| 11-11-2020                                                              | Berlino                                                                 | Germania                                                                | 1 – 0                                                                   | Rep. Ceca                                                               | Amichevole                                                              | -                                                                       |                                                                         |
| 26-3-2022                                                               | Sinsheim                                                                | Germania                                                                | 2 – 0                                                                   | Israele                                                                 | Amichevole                                                              | -                                                                       | 46’                                                                     |
| 12-6-2023                                                               | Brema                                                                   | Germania                                                                | 3 – 3                                                                   | Ucraina                                                                 | Amichevole                                                              | -3                                                                      |                                                                         |
| 18-11-2023                                                              | Berlino                                                                 | Germania                                                                | 2 – 3                                                                   | Turchia                                                                 | Amichevole                                                              | -3                                                                      |                                                                         |
| 21-11-2023                                                              | Vienna                                                                  | Austria                                                                 | 2 – 0                                                                   | Germania                                                                | Amichevole                                                              | -2                                                                      |                                                                         |
| Totale                                                                  |                                                                         | Presenze                                                                | 9                                                                       |                                                                         | Reti                                                                    | -13                                                                     |                                                                         |

## Palmarès

### Club

#### Competizioni nazionali
- Campionato tedesco di seconda divisione: 1

Kaiserslautern: 2009-2010
- Campionato francese: 2

Paris Saint-Germain: 2015-2016, 2017-2018
- Supercoppa francese: 5

Paris Saint-Germain: 2015, 2016, 2017, 2018, 2019
- Coppa di Lega francese: 3

Paris Saint-Germain: 2015-2016, 2016-2017, 2017-2018
- Coppa di Francia: 3

Paris Saint-Germain: 2015-2016, 2016-2017, 2017-2018

#### Competizioni internazionali
- UEFA Europa League: 1

Eintracht Francoforte: 2021-2022

### Nazionale
- Confederations Cup: 1

Russia 2017

### Individuale
- Squadra della stagione della UEFA Europa League: 2

2018-2019, 2021-2022